# Pervagor spilosoma
Pervagor spilosoma is een straalvinnige vissensoort uit de familie van vijlvissen (Monacanthidae). De wetenschappelijke naam van de soort is voor het eerst geldig gepubliceerd in 1839 door Lay & Bennett.